# کتی لوید
کتی لوید (انگلیسی: Kathy Lloyd؛ زاده ۱۳ نوامبر ۱۹۶۷) یک مدل گلامور است.